# Beguines i begards

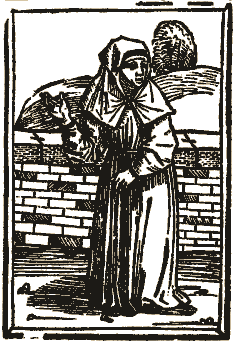
Beguina, gravat xilogràfic de Des dodes dantz. Lübeck, 1489.

Beguina i begard foren els noms que, des del segle xiii, es feren servir per anomenar els membres d'associacions de laics que feien vida religiosa fora de les estructures jeràrquiques de l'Església Catòlica. Un tipus de vida monàstica sense vots religiosos feia revifar la vida espiritual de la persona. El moviment sorgí a Flandes cap al 1150 i es difongué per Alemanya i França, i, en menor mesura, en Itàlia, i influïren en les comunitats anomenades de beates a l'Espanya del segle xvi.
Encara que la majoria eren comunitats ortodoxes, algunes foren sospitoses de caure en l'heretgia i promoure idees heterodoxes, ja que feien interpretacions literals de la Bíblia. Foren influïts per les doctrines albigeses i dels Germans del Lliure Esperit, molt arrelades a la regió de Colònia (Alemanya) i condemnades per herètiques.

## Nom i etimologia
Els termes beguina i begard eren, probablement, pejoratius i usats amb menyspreu pels membres de la jerarquia catòlica. L'etimologia no és segura i té diverses hipòtesis. Una antiga teoria, avui descartada, parlava d'un prevere de Lieja, Lambert le Bègue, que cap al 1170, predicava per fer que les dones visquessin plegades fent vida religiosa, però sense prendre vots públics. També es va relacionar el terme amb Bega di Andenne, venerada a Flandes, o amb un terme saxó imaginari, "beggen", que voldria dir "pregar" o "mendicar".
Una altra hipòtesi fa derivar els termes d'"albigesos", amb els que alguns vinculaven el moviment de les beguines.

## Les beguines
En començar el segle xii es trobaven a Flandes dones que vivien soles, vídues o solteres, lliurades a la pregària i a les obres de beneficència, sense haver fet vots. Amb el temps, el seu nombre cresqué, especialment al final del segle. Les Croades i altres guerres feien que moltes dones visquessin soles, ja que els homes marxaven i molts no tornaven. Algunes dones plantejaren de viure juntes, dedicant-se a aquestes tasques d'assistència i a portar una vida evangèlica. Cap al començament del segle xiii, es formaren agrupacions, sovint a la rodalia dels pobles, que reberen el nom de beguinatges.

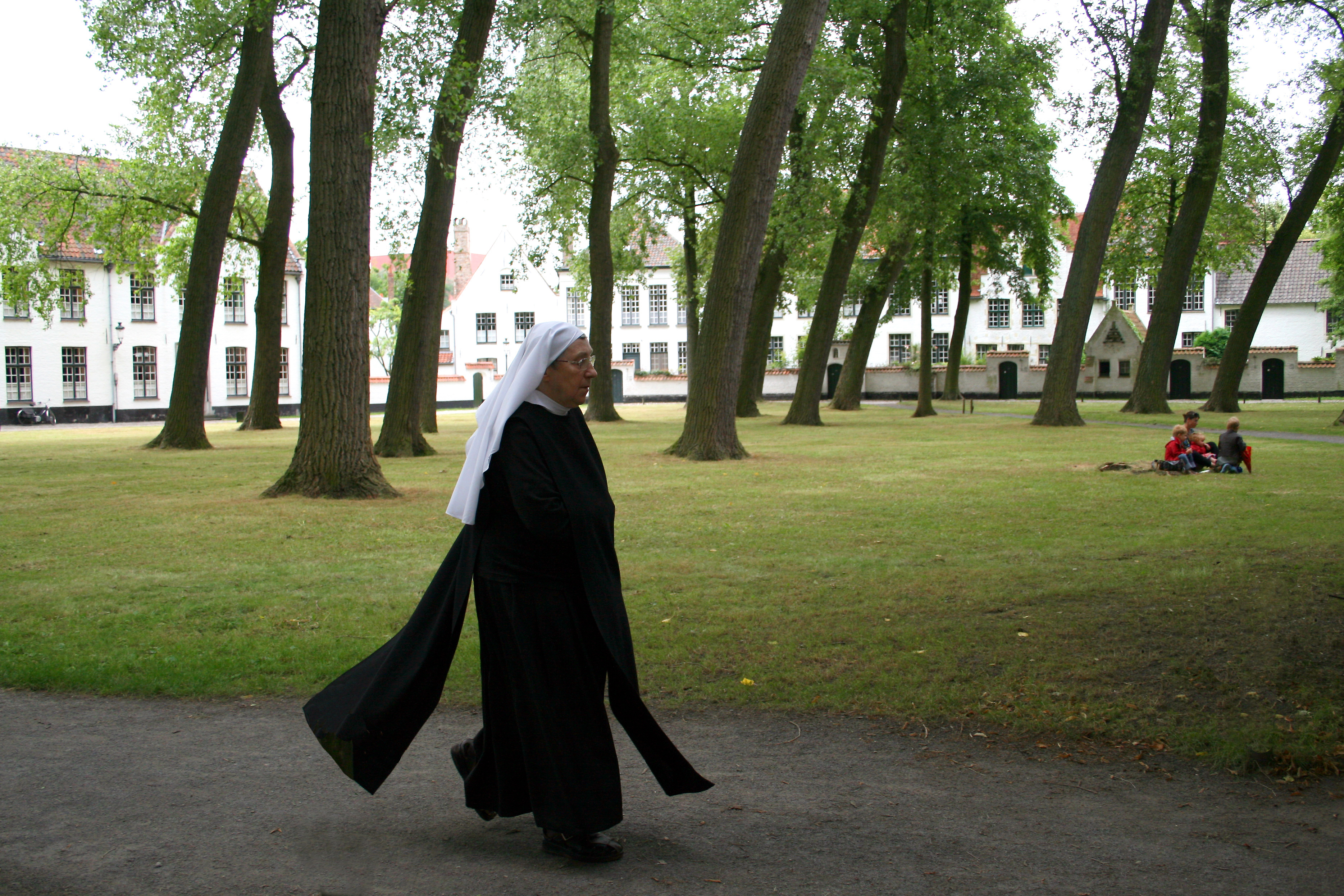
Beguines a Bruges en 2009.

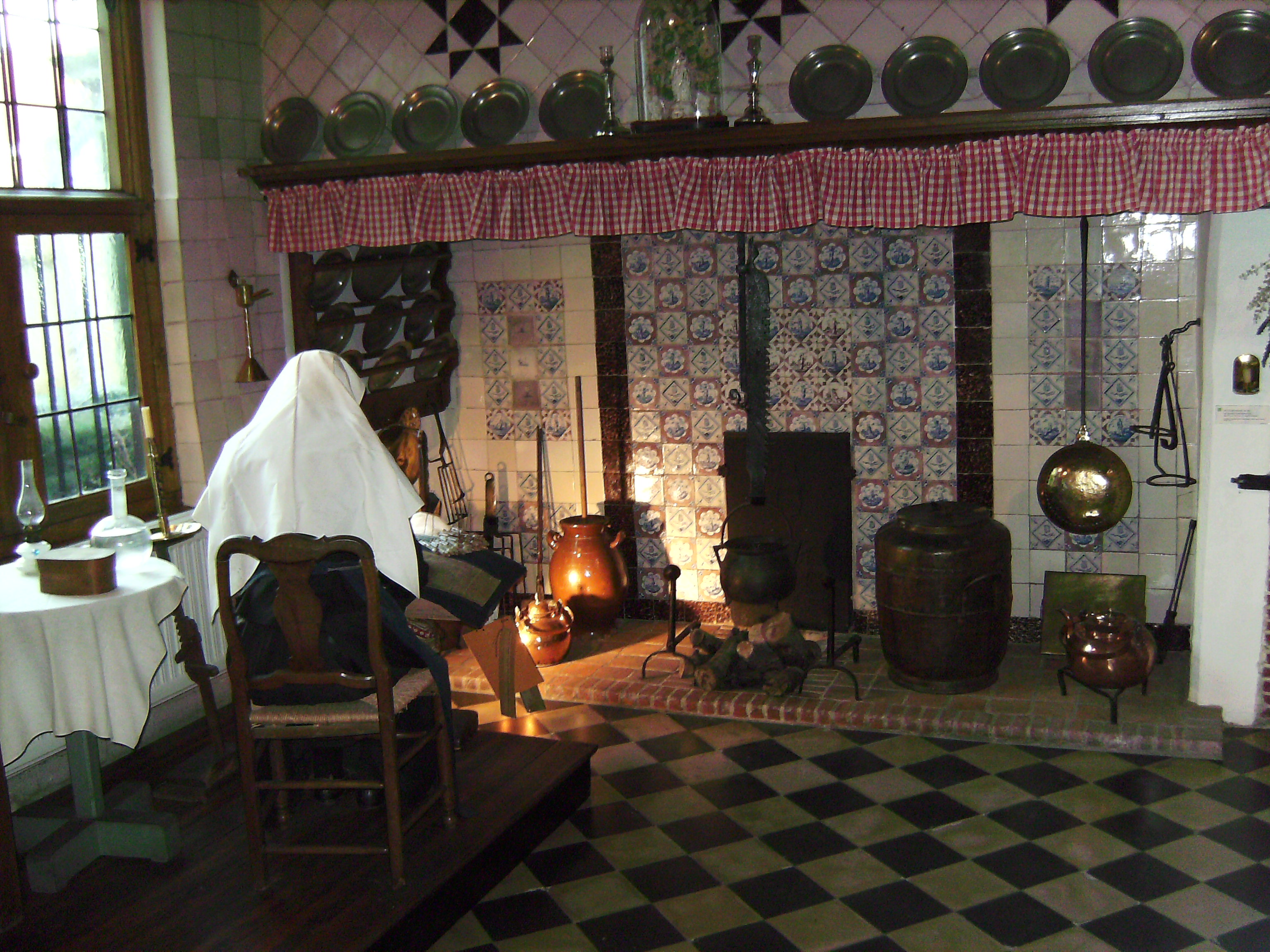
Interior d'un beguinatge del. Turnhout, Bèlgica, Musée du Béguinage

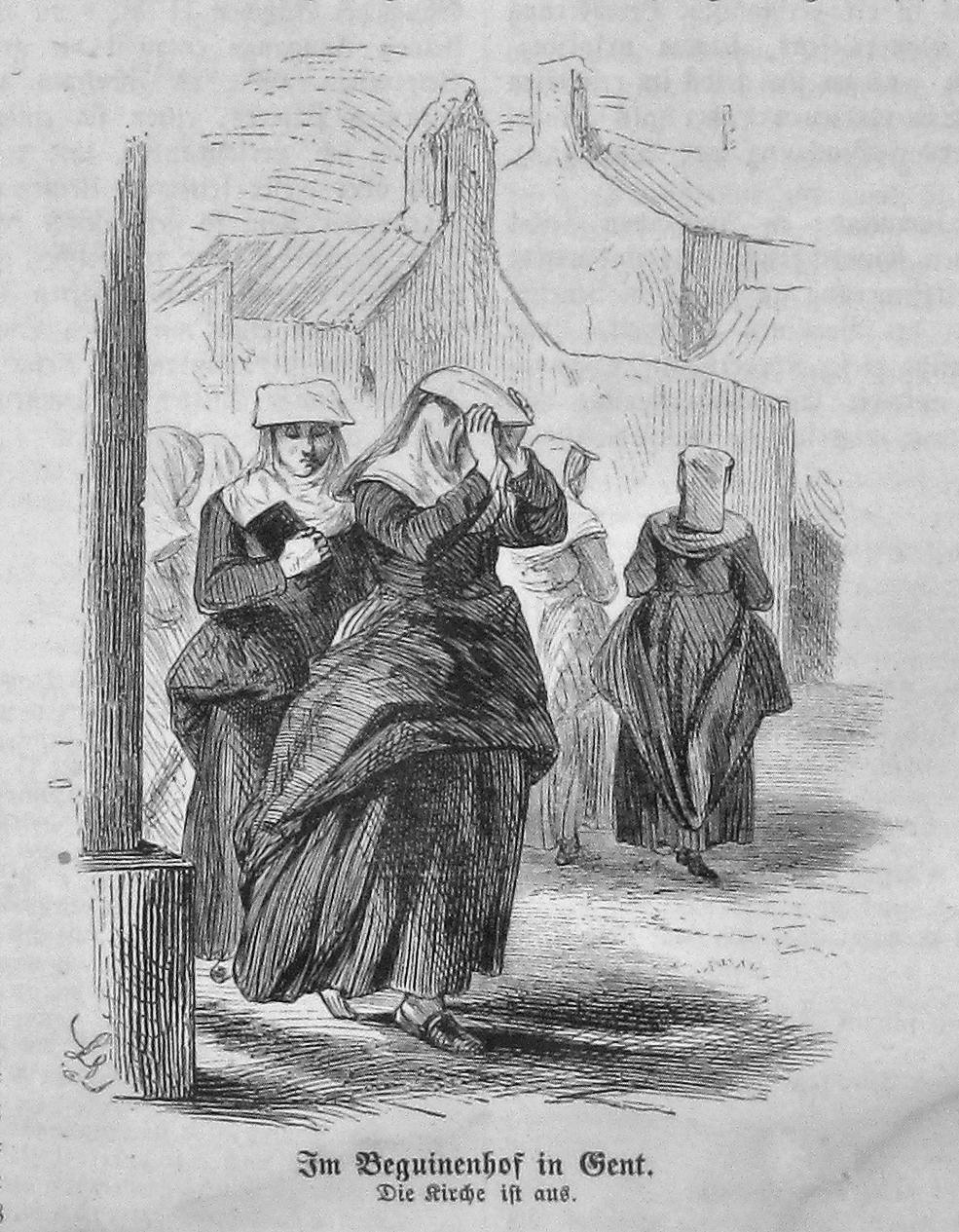
Gravat, Die Gartenlaube a Nachfolger d'Ernst Keil, 1863

Les beguines no eren germanes ni monges, ja que no feien vots; per tant, en qualsevol moment podien tornar al seu tipus de vida precedent o casar-se. Tampoc no havien renunciat a les seves propietats; quan una beguina no tenia béns propis, no demanava almoina, sinó que treballava (normalment en treballs manuals) o ensenyava als fills dels burgesos, per guanyar-se la vida. Vivien en comunitat durant el temps de "noviciat" i, en acabar, tornaven a casa seva. Si s'ho podien permetre, tenien servents, per tenir més temps de pregària. Compartien amb les altres beguines el tipus de vida i formació rebuda, i el culte en comú, ja que es reunien per fer els oficis religiosos, com la missa o algunes hores canòniques.
No hi havia una casa mare ni una regla comuna, ni un ordre jeràrquic: cada comunitat adoptava unes regles i maneres per complir els seus objectius. Moltes adoptaven un estil de vida segons la Regla de Sant Francesc per al tercer orde.
La procedència de les beguines era diversa. Mentre que algunes comunitats només admetien dames de classe alta, altres només n'admetien de classe baixa, i altres, a qualsevol, sense distincions de classe: aquestes últimes eren les comunitats més grans. N'hi havia algunes, com el beguinatge de Gant, que tenien milers de membres.
Aquestes institucions semimonàstiques es difongueren ràpidament per tot el territori i tingueren una gran influència en la vida religiosa del poble. S'hi conreava el misticisme i no hi havia monjos ni clergues. Hi havia beguinatges a Mechelen ja en 1207 (el Beguinatge major de Mechelen), a Brussel·les en 1245, a Lovaina abans del 1232, a Anvers en 1234, a Bruges en 1244 (el Beguinatge de Bruges) i al final del segle gairebé a totes les ciutats n'hi havia un, i en algunes dos o tres.
Durant el segle xiii, s'accentuà el vessant místic del moviment; del manteniment de les comunitats en el treball manual, algunes comunitats començaren a demanar almoina, ocasionant alguns problemes. Els mateixos corrents místic van provocar apropaments a l'heretgia: Marguerite Porete, beguina francesa, fou cremada en una foguera a París en 1310, acusada de seguir la doctrina dels Germans del Lliure Esperit.
Al segle xiv algunes comunitats foren absorbits pels ordes monàstics i mendicants, i altres es convertiren en grups de flagel·lants i altres grups extremistes considerats herètics. En 1311, Climent V acusà les beguines de difondre heretgies, com també van fer Joan XXII, Urbà V o Gregori XI. Foren rehabilitades al segle xv per Eugeni IV. La major part dels beguinatges foren suprimits durant els desordres religiosos del segle xvi i al final del segle xviii. Alguns convents de beguines sobrevisqueren fins al segle xx a Bèlgica: els de Bruges, Lier, Mechelen, Lovaina o Gant, comunitat que tenia gairebé mil membres el 1905; l'última beguina de Bèlgica, la germana Marcela, vivia en una casa de repòs de Turnhout, el 2008 i amb 88 anys. El beguinatge d'Amsterdam també va subsistir fins a l'any 1971.

## Els begards
El renaixement religiós promogut per les beguines portà a la creació de comunitats similars masculines. Els homes tampoc no feien vots, eren laics i vivien amb regles i costums diversos a cada comunitat. Els membres se sotmetien a l'autoritat d'un superior i no tenien propietats privades. Hi havia una casa comuna i els germans hi vivien, menjant en un refetor comú.
En general, els homes eren d'origen humil: artesans o menestrals de la ciutat. Normalment, havien tingut algun problema que els impedia de millorar en la seva carrera, o havien trencat vincles amb la família o la societat, o per l'edat o la salut, no volien o no podien viure sols, triant així una vida en comunitat, on uns ajudaven els altres i evitaven caure en la marginalitat.
Pels vincles dels membres amb els gremis i corporacions professionals, les comunitats begardes van tenir gran influència en la vida religiosa de les ciutats.

## Relació amb l'Església
Les comunitats estaven fora del control estricte de l'Església, per la qual cosa, algunes desenvoluparen corrents d'opinió properes a les herètiques, tot i que no eren comuns. Això va provocar una certa desconfiança de la jerarquia eclesiàstica envers les comunitats. En sínodes i concilis es van fer restriccions i correccions a la vida de les comunitats beguines, com als de Fritzlar (1259), Magúncia (1261), Eichstätt (1282), o Besiers (1299). Les doctrines beguines foren condemnades al Concili de Viena del Delfinat (1312), però Joan XXII va flexibilitzar la postura oficial en 1321 i permeté a les beguines tornar a la vida en comú.
També foren condemnats els bigards, especialment a Alemanya. També actuaren en favor seu papes com Gregori XI (1374-1377) i Bonifaci IX (1394). Algunes de les posicions teològiques de les comunitats bigardes es troben al quietisme.

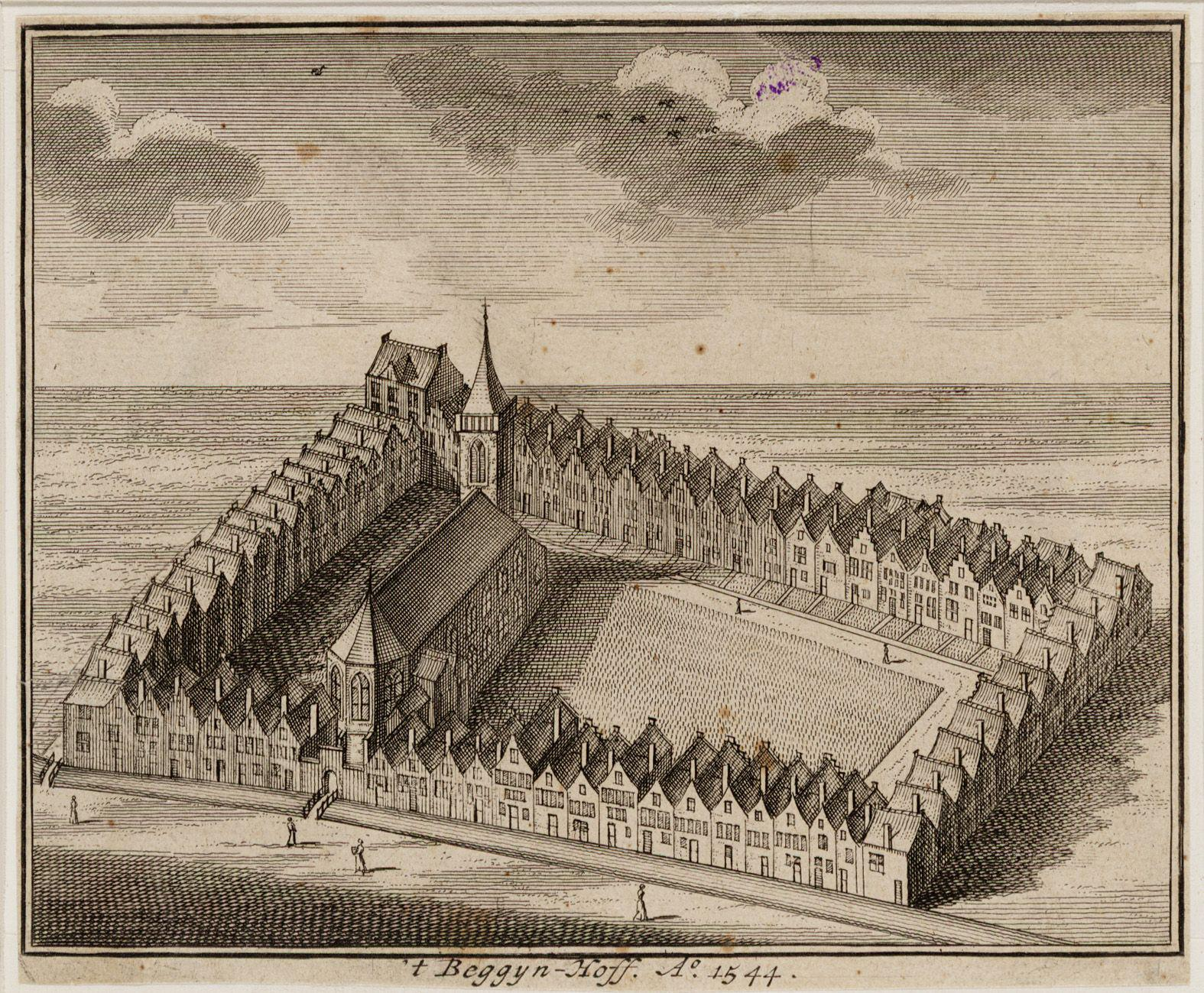
El beguinatge d'Amsterdam en 1544
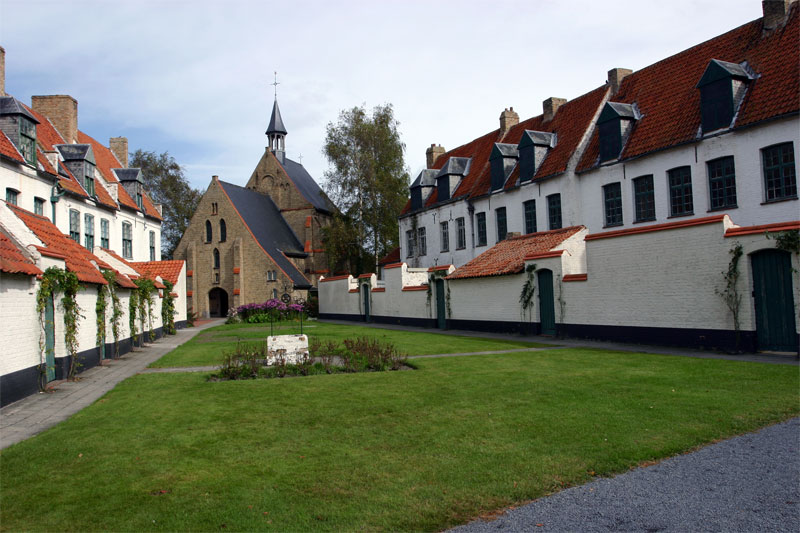
Beguinatge de Diksmuide
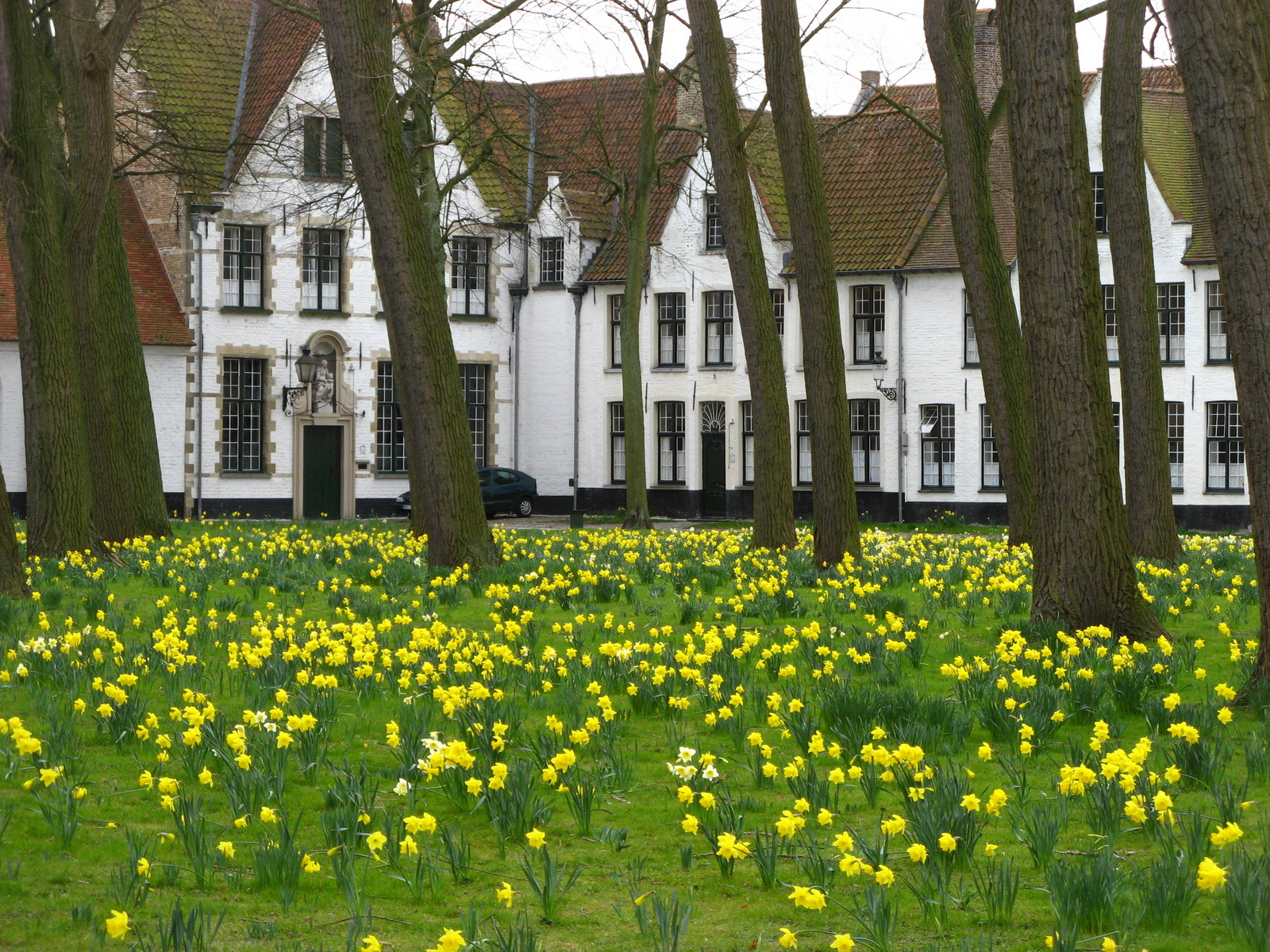
Cases del Begijnhof de Bruges en l'actualitat
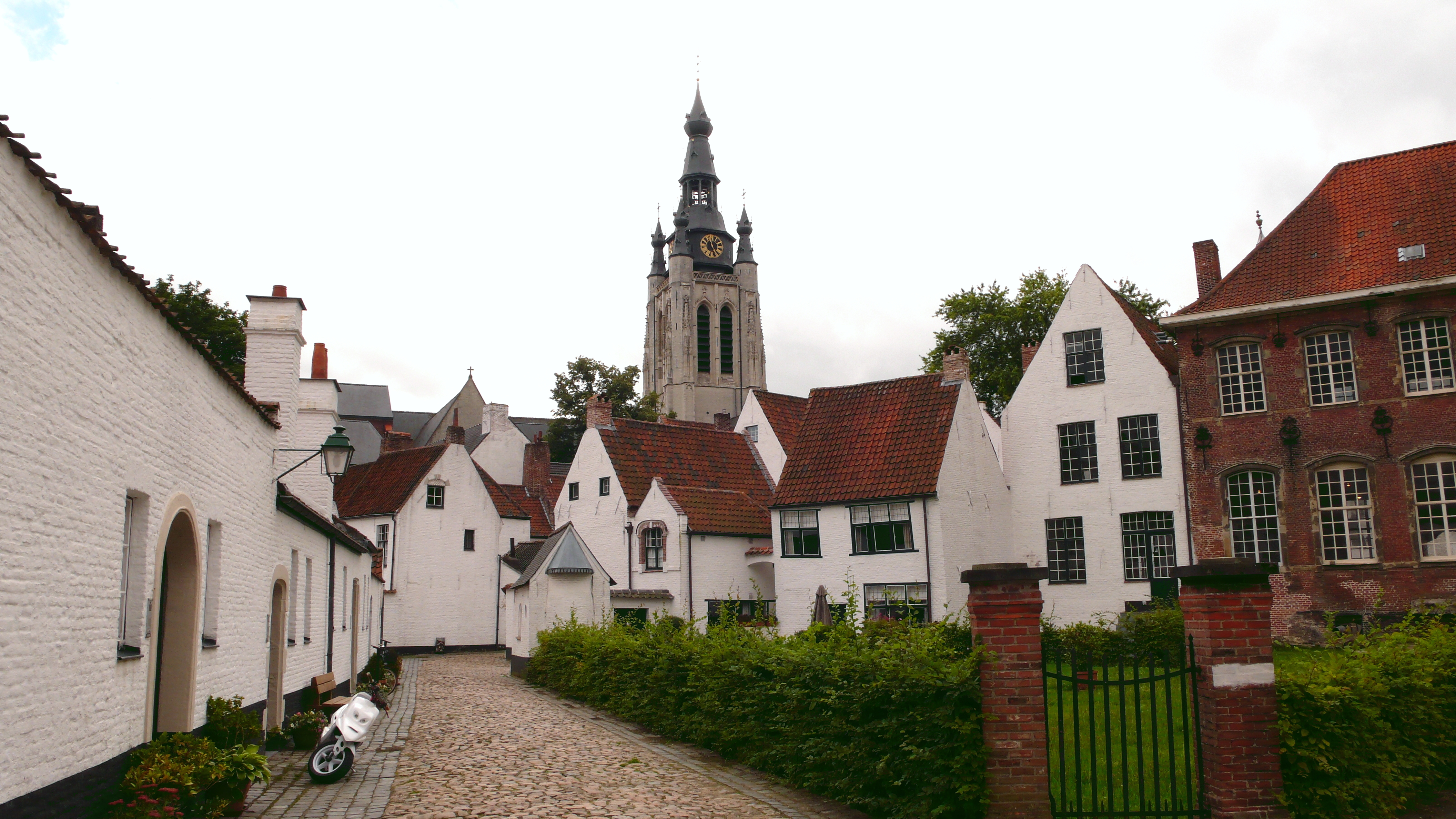
Beguinatge de Kortrijk
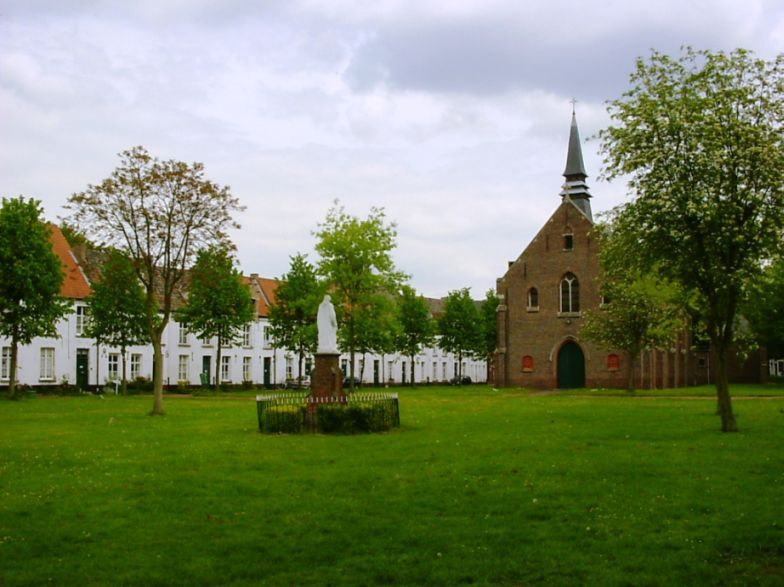
Alexiusbegijnhof de Dendermonde
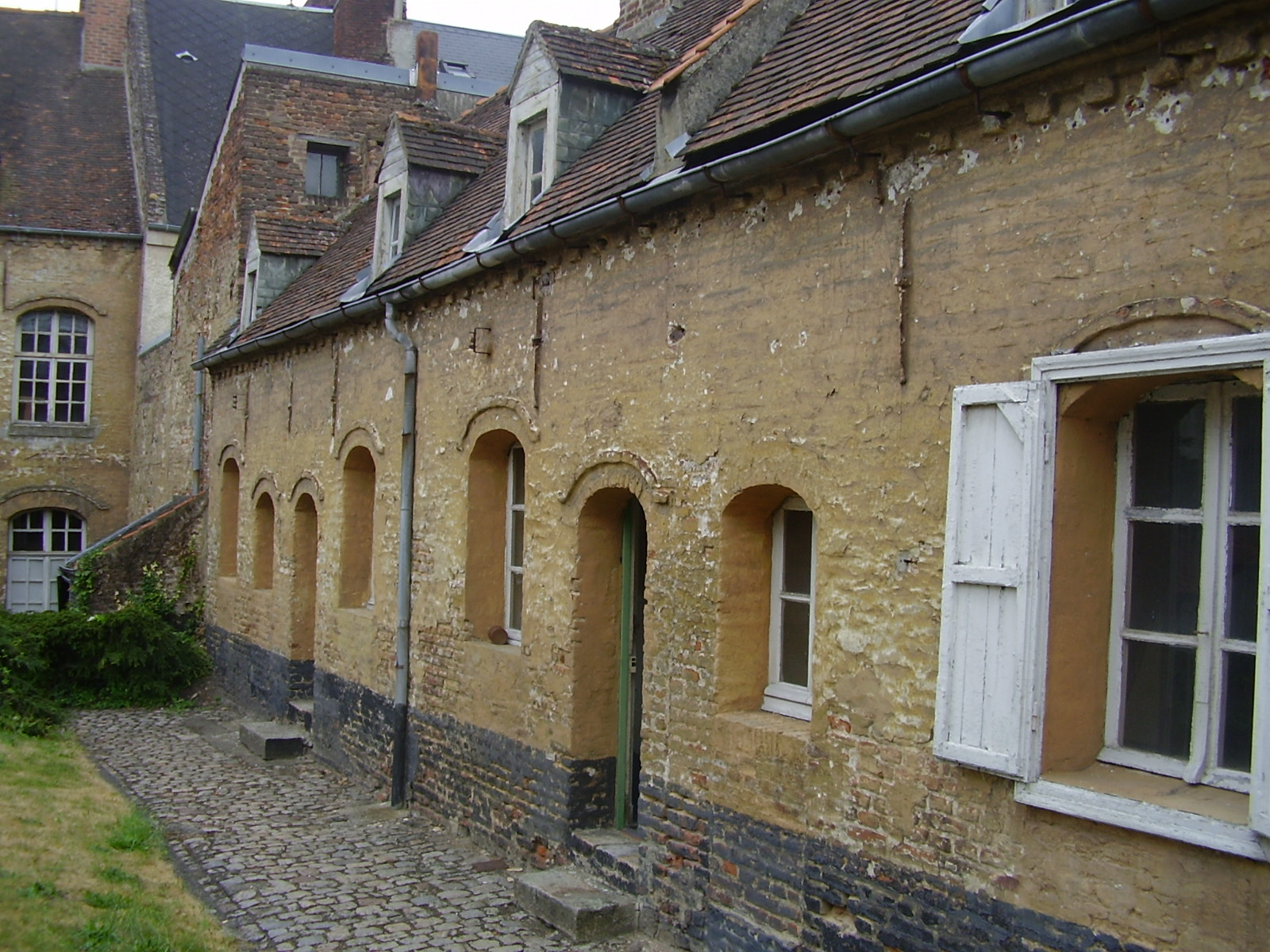
Beguinatge de Saint-Vaast (Cambrai)

## Declivi
Les comunitats de beguines i bigards van entrar en declivi ja al final de l'Edat mitjana, al segle xv, en disminuir el comerç de teixits a Flandes i, com a conseqüència, la indústria també entrà en declivi. En 1631 només en quedaven 2.487 membres. A Bèlgica, en època medieval, va haver-hi fins a 94 beguinatges que en 1734 només eren 34, i en 1856 20, amb uns 1.010 membres, només. Tot i això, una segona onada del moviment de les beguines es donà durant el segle xvii, promoguda pel bisbe de Mechelen Matthias Hovius.